# François d'Agoult
François Artaud de Montauban d'Agoult, dit François d'Agoult, est un militaire français décédé le 10 novembre 1567.

## Histoire

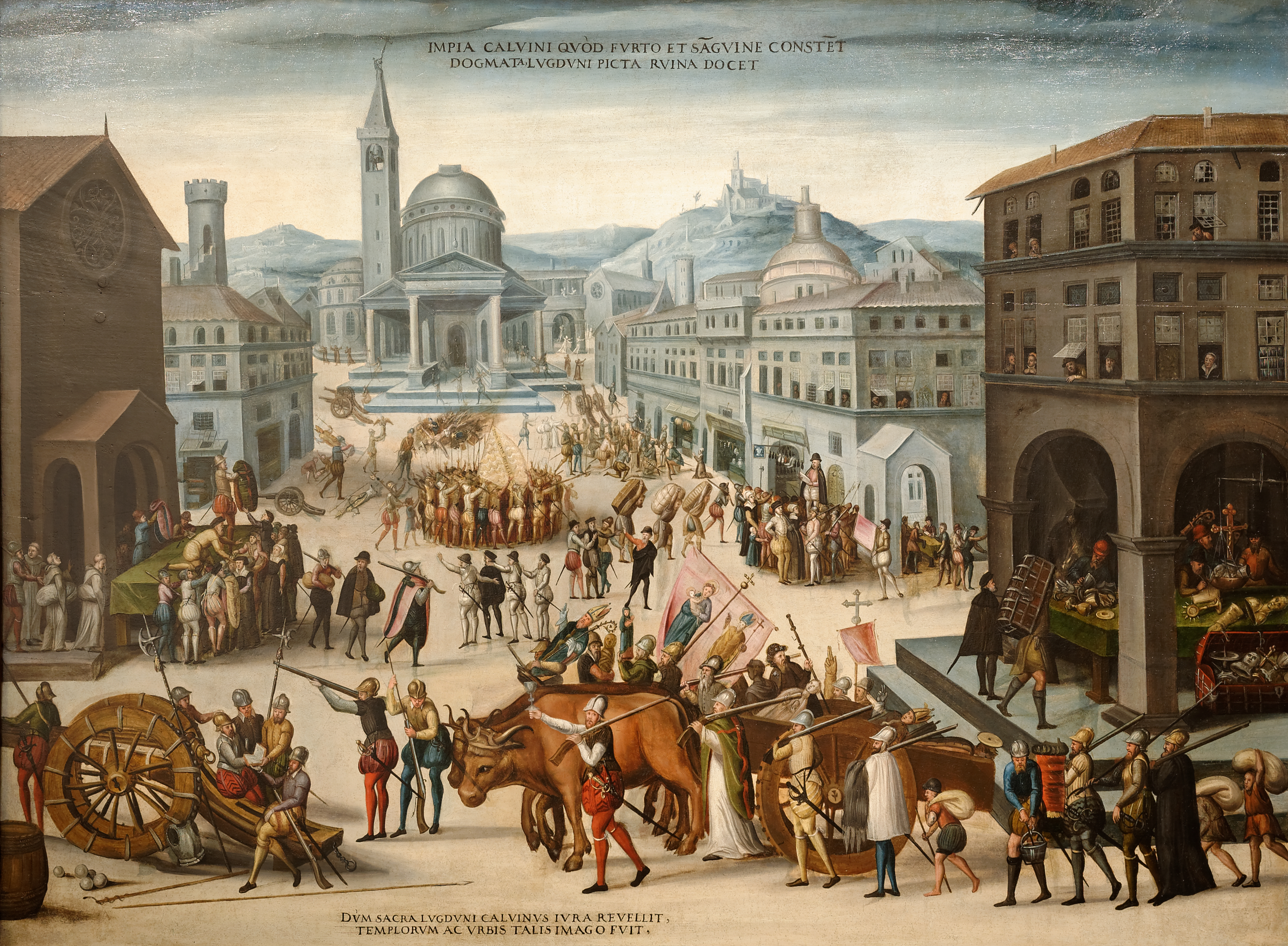
Le Sac de Lyon par les Calvinistes en 1562, attribué à Antoine Caron (?), vers 1566.

Gentilhomme ordinaire de la chambre du roi, il est un soldat expérimenté et il a la confiance de Charles IX. 
Par une lettre du 22 avril 1561, le roi réunit à la baronnie de Sault tous les fiefs que détient François d'Agoult et érige l'ensemble en comté.
En 1562, il est envoyé comme lieutenant général à Lyon en remplacement d'Antoine d'Albon, jugé trop sévère. Mais manquant d'initiative dans une situation devenant explosive, il laisse les protestants organiser la prise de la ville durant la nuit du 29 au 30 avril,.
Plusieurs historiens catholiques estiment qu'il est lui-même protestant, et citent plusieurs indices importants. Il défend toujours ces derniers dans sa correspondance au roi, il se convertit par la suite au calvinisme et décède dans les rangs protestants à la bataille de Saint-Denis. 